# Rafał Legień
Rafał Legień (ur. 24 października 1969 w Andrychowie) – polski siatkarz występujący na pozycji przyjmującego oraz libero. Wychowanek Beskidu Andrychów.

## Kariera
Przez większość kariery związany był z klubem z Sosnowca Płomień, w jego barwach zdobył mistrzostwo Polski w sezonie 1995/96. Ponadto grał w Legii Warszawa (1998/99–1999/2000), Stolarce Wołomin (2000/01–2001/02), Jastrzębiu Borynii (2002/03; brązowy medal mistrzostw Polski). Od sezonu 2008/09 był zawodnikiem MKS MOS Będzin (od sezonu 2009/10 także jej grającym trenerem). W ciągu 5 lat, wywalczył awans do I ligi oraz zajął w niej 3. miejsce, ponadto dotarł dwukrotnie do ćwierćfinałów Pucharu Polski. Od 2013 trenuje w swoim rodzinnym mieście MKS Andrychów.
27-krotny reprezentant Polski w latach 1996–1997.
Jest ponadto wicemistrzem Polski juniorów, a także brązowym medalistą mistrzostw Polski w siatkówce plażowej.

## Osiągnięcia
- Mistrzostwo Polski z Płomieniem Sosnowiec w sezonie 1995/96
- 3. miejsce Mistrzostw Polski z Jastrzębiem Borynia w sezonie 2002/03
- Zdobywca Pucharu Polski z Płomieniem Sosnowiec w sezonie 2003/04